# Яшпатрово
Яшпа́трово (рос. Яшпатрово, марій. Ангырвуй) — присілок у складі Гірськомарійського району Марій Ел, Росія. Входить до складу Кузнецовського сільського поселення.

## Населення
Населення — 113 осіб (2010; 115 у 2002).
Національний склад (станом на 2002 рік):
- гірські марійці — 100 %